# Prowincja Đăk Lăk
Đăk Lăk – prowincja Wietnamu, znajdująca się w południowej części kraju, w Regionie Płaskowyżu Centralnego. Na zachodzie prowincja graniczy z Kambodżą.

## Podział administracyjny
W skład prowincji Đăk Lăk wchodzi trzynaście dystryktów oraz jedno miasto.
- Miasta:

1. Buôn Ma Thuột

- Dystrykty:

1. Buôn Đôn
2. Cư Kuin
3. Cư M'gar
4. Ea H'leo
5. Ea Kar
6. Ea Súp
7. Krông Ana
8. Krông Bông
9. Krông Buk
10. Krông Năng
11. Krông Pak
12. Lắk
13. M'Drăk